# At-Taghabun

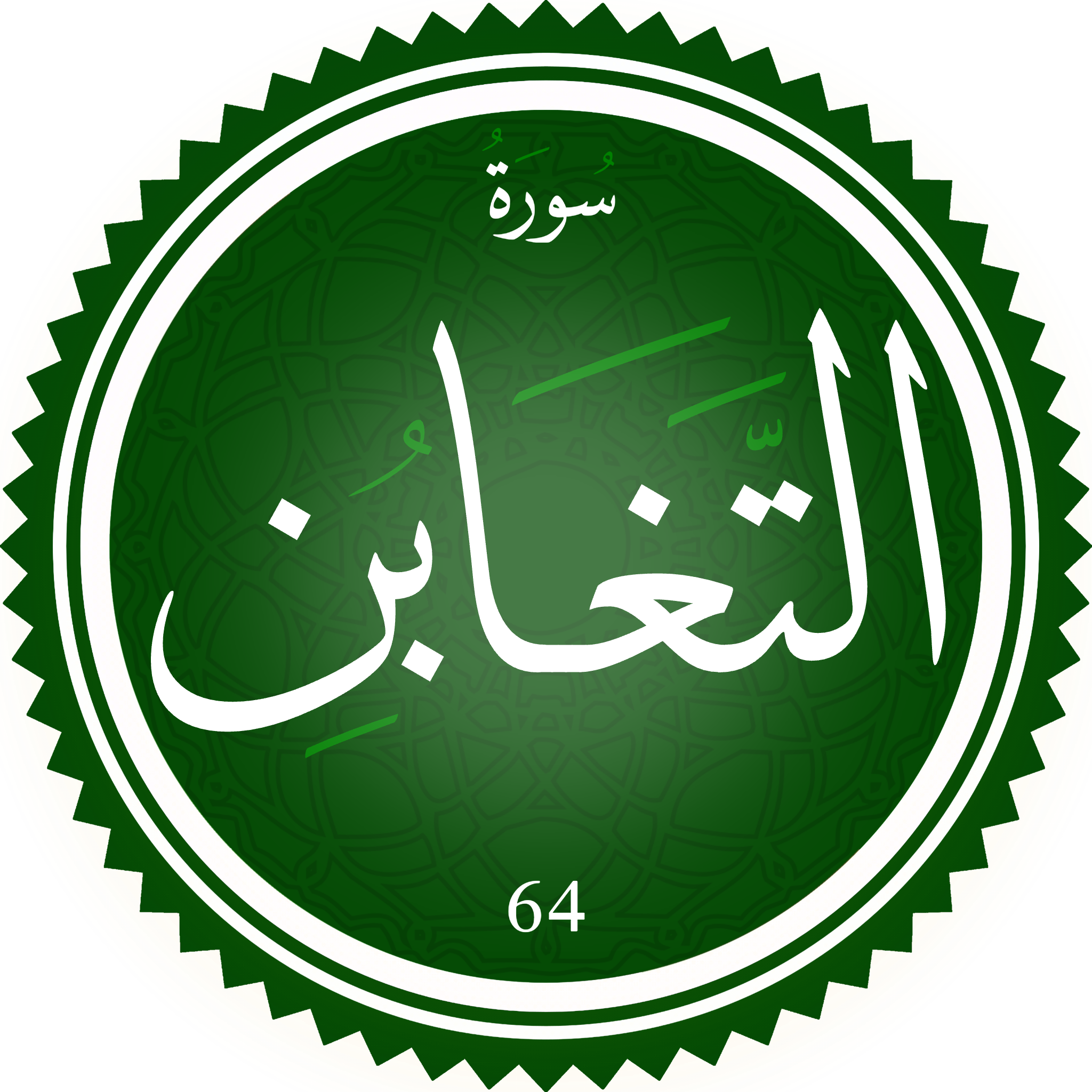
Sura al-Taghabun.

At-Taghābun (arabiska: سورة التغابن) ("Då vinnarna och förlorarna byter plats") är den sextiofjärde suran i Koranen med 18 verser (ayah). Det är ovisst om den uppenbarades i Medina eller i Mekka.